# Vřesovice (Prostějovi járás)
Vřesovice település Csehországban, a Prostějovi járásban. Vřesovice Vranovice-Kelčice, Hradčany-Kobeřice, Pivín, Výšovice és Dobromilice településekkel határos. Lakosainak száma 582 fő (2024. január 1.).

## Népesség
A település lakosságának változását az alábbi diagram mutatja:
| Lakosok száma | 468  | 579  | 574  | 538  | 478  | 407  | 553  | 562  | 576  | 582  |
|               | 1869 | 1890 | 1921 | 1950 | 1980 | 2001 | 2017 | 2019 | 2022 | 2024 |